# ブレッチリー宣言

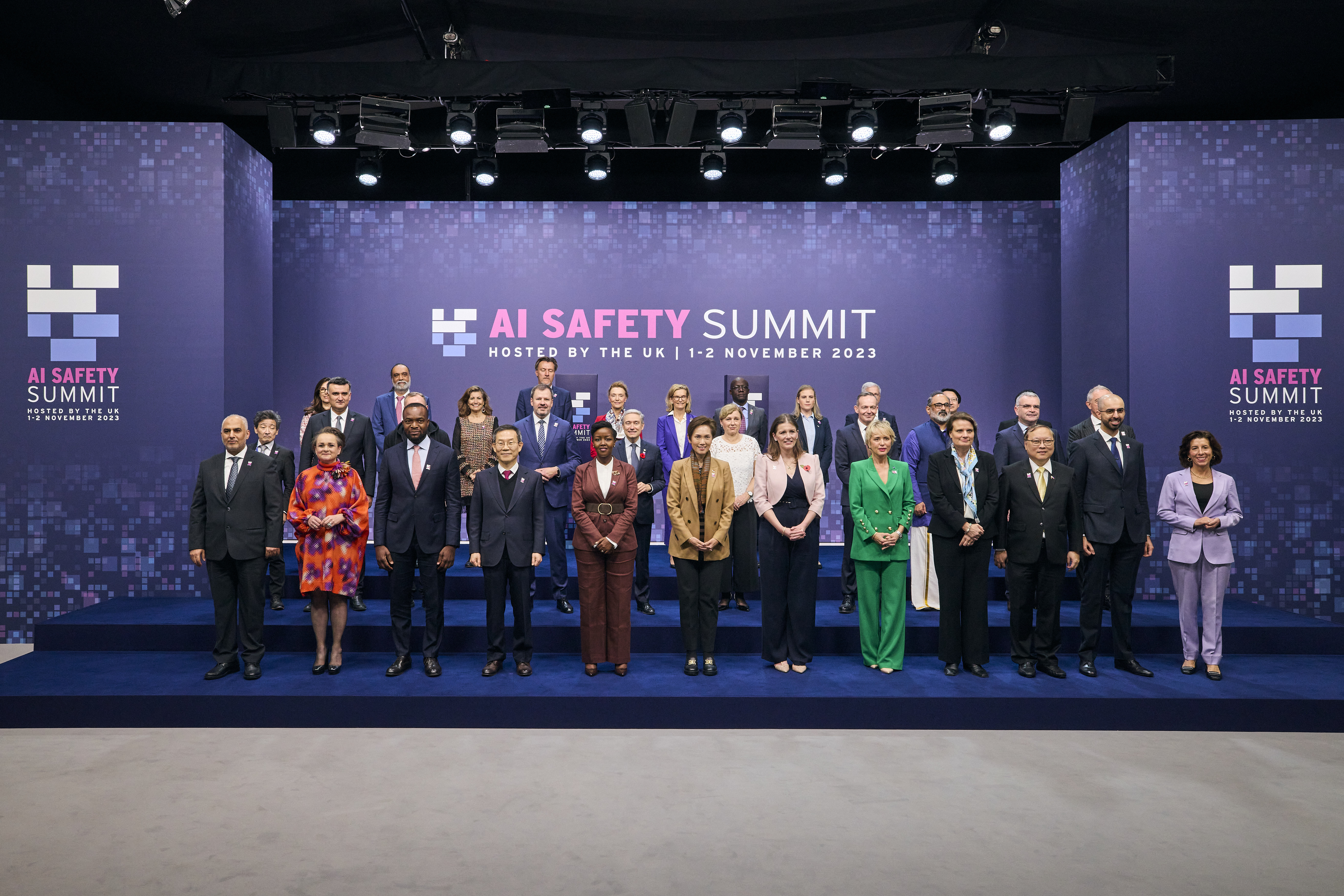
英国で開催されたAI安全性サミットにて、ブレッチリ−宣言が採択された（2023年）。

ブレッチリー宣言（英語: Bletchley Declaration）は、2023年11月1日から2日にかけてイギリスで開催されたAI安全性サミットにおいて採択された成果文書である。

## 概要
2023年11月1日、英国ブレッチリー・パークにおいて、AI安全性サミットが開催された。このサミットは、英国が初めて招集したものであり、米国、中国、EUなどを含むAI先進国が集結し、最先端AI技術によってもたらされる機会とリスク、そして重要な課題への対処における国際協力の必要性について、共通認識を確立することを目的とした。
その成果として、「ブレッチリー宣言」が採択された。これは、AIの安全性に関する世界初の国際的な合意であり、EU、アフリカ、中東、アジアなど世界28カ国が署名した（詳細は後述）。この宣言は、AIが国際社会の利益に資する形で、安全かつ責任ある方法で開発・導入されることを保証するために、新たな国際協力体制の構築を通じて、AIの潜在的リスクの把握と集団的な管理が喫緊の課題であるという認識で一致したことを示している。ブレッチリー宣言は、AIが人類の幸福、平和、繁栄に貢献する可能性を認めつつ、AIの安全性確保の重要性を強調している。宣言では、AIは安全かつ人間中心で、信頼でき責任ある方法で設計、開発、展開、使用されるべきであるとされている。
主な内容
- AIは住宅、雇用、交通、教育、医療、司法など、日常生活の多くの分野で既に活用されており、その利用は増加すると予想される。
- AIは機会と同時に、重大なリスクも孕んでいる。
- 特に、「フロンティアAI」と呼ばれる、今日の最先端モデルと同等以上の能力を持つ汎用AIモデルは、サイバーセキュリティやバイオテクノロジーなどの分野で深刻な危害を引き起こす可能性がある。
- AIのリスクの多くは国際的な性質を持つため、国際協力によって対処することが重要である。
- フロンティアAIのリスクに対処するためには、共通の科学的理解を構築し、リスクに基づいた政策を策定する必要がある。
- AIの安全性を確保するためには、各国政府、国際機関、企業、市民社会、学術界など、すべての関係者が協力する必要がある。

## 行動指針
ブレッチリー宣言では、フロンティアAIのリスクに対処するための具体的な行動指針として、以下が挙げられている。
- 共通の懸念事項であるAIの安全性リスクを特定し、これらのリスクに関する共通の科学的理解を構築する。
- リスクに基づいた政策を策定し、安全性を確保する。
- フロンティアAIの安全性に関する国際的な科学研究ネットワークを支援する。
- AIの安全性に関する国際的な対話を継続する。

## 署名国
ブレッチリー宣言には、以下の国々が署名している。
- オーストラリア
- ブラジル
- カナダ
- チリ
- 中国
- 欧州連合
- フランス
- ドイツ
- インド
- インドネシア
- アイルランド
- イスラエル
- イタリア
- 日本
- ケニア
- サウジアラビア
- オランダ
- ナイジェリア
- フィリピン
- 韓国
- ルワンダ
- シンガポール
- スペイン
- スイス
- トルコ
- ウクライナ
- アラブ首長国連邦
- 英国
- アメリカ合衆国